# 维勒布瓦
维勒布瓦（法語：Villebois，法語發音：[vilbwa]）是法国东部安省的一个市镇，属于贝莱区。

## 地理
维勒布瓦（45°50'52"N, 5°26'6"E）面积14.46 平方千米，位于法国奥弗涅-罗讷-阿尔卑斯大区安省，该省份为法国东部省份，北起汝拉省，西北接索恩-卢瓦尔省，西接罗讷省和里昂大都会，南至伊泽尔省，东与萨瓦省、上萨瓦省和瑞士接壤。
与维勒布瓦接壤的市镇（或旧市镇、城区）包括：贝农斯、塞里耶尔德布里奥尔、苏克兰、蒙塔略-韦雪、波尔雪-昂布拉尼约、索－布雷纳。

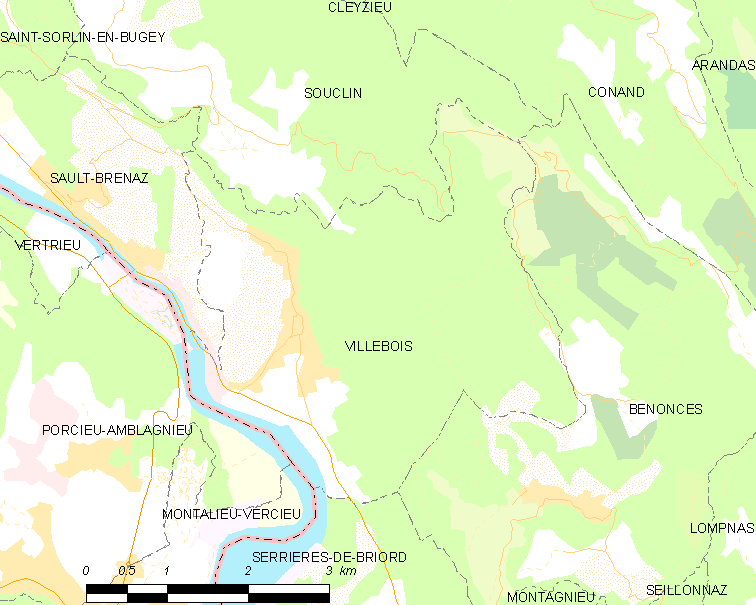
维勒布瓦的OSM定位图

维勒布瓦的时区为UTC+01:00、UTC+02:00（夏令时）。

## 行政
维勒布瓦的邮政编码为01150，INSEE市镇编码为01444。

## 政治
维勒布瓦所属的省级选区为拉尼约县。

## 人口

1962-2008年间维勒布瓦人口变化图示

维勒布瓦于2022年1月1日时的人口数量为1200人。